# Park Narodowy Cotapata
Park Narodowy Cotapata, właściwie Park Narodowy i Obszar Przyrodniczy Zintegrowanego Zarządzania Cotapata (hiszp. Parque nacional y área natural de manejo integrado Cotapata) – park narodowy w Boliwii położony w departamencie La Paz, w prowincjach Nor Yungas (gmina Coroico) i Murillo (gmina La Paz). Został utworzony 9 lipca 1993 roku i zajmuje obszar 400 km². 

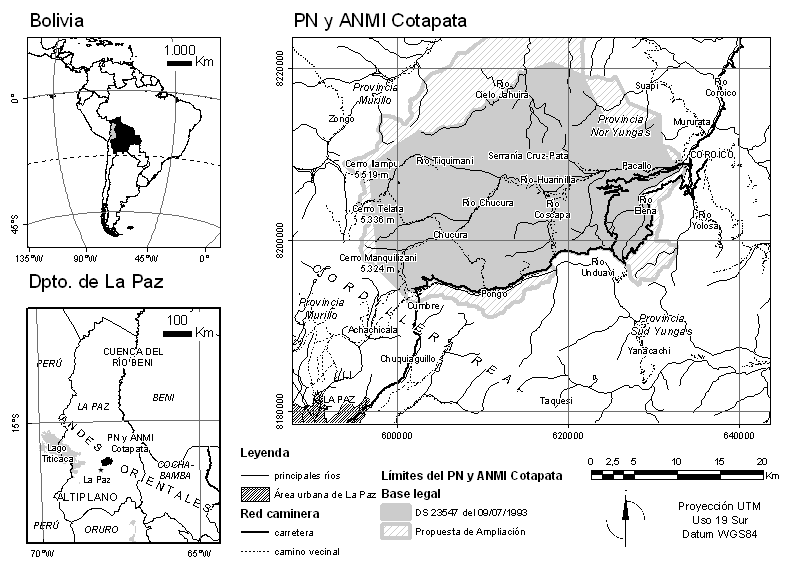
Mapa parku

## Opis
Park znajduje się w pobliżu La Paz i obejmuje fragment pasma górskiego Cordillera Real (część Kordyriery Wschodniej), na wysokościach od 1000 do 5900 m n.p.m. Główne rzeki w parku to Huarinilla i Cielo Jahuira.
Na wyżej położonych obszarach parku klimat górski (średnia roczna temperatura +7 °C, opady 1000 mm), niżej klimat umiarkowany ciepły (średnia roczna temperatura +28 °C, opady 3000 mm). 
W parku występują dwa ekoregiony. Wysoko w górach puna, niżej tropikalne wilgotne lasy górskie Yungas.

## Flora
W parku zarejestrowano 820 gatunków flory. Wysoko w górach dominują rośliny z rodzajów trzcinnik, prosienicznik, przywrotnik, Pycnophyllum, Azorella, a także trawy Festuca dolychophylla i Stipa ichu. Na torfowiskach (bofedale) występują m.in.: Distichia muscoides, Plantago tubulosa i Oxychloe andina. 
Niżej występują drzewa i krzewy z rodzaju zastrzalin, narażone na wyginięcie (VU) Juglans boliviana i Polylepis pepei, a także m.in.: rośliny z rodzaju goździkowiec, Weinmannia boliviensis, Weinmannia crassifolia, Miconia theaezans, Cedrela lilloi, Alnus acuminata, Escallonia myrtilloides, Hesperomeles ferruginea, Hesperomeles lanuginosa, Myrica pubescens, Myrsine coriacea, Baccharis conwagi, Byrsonima indorum, chinowiec lekarski, Tetragastris altissima, Anadenanthera colubrina. Palmy tu rosnące to m.in.: Ceroxylon pityrophyllum, Dictyocaryum lamarckianum, Geonoma megalospatha, Geonoma lindeniana oraz Iriartea deltoidea. 

## Fauna
W parku występuje 607 gatunków kręgowców, z czego 85 to ssaki, 455 ptaki, 29 gady, 27 płazy i 11 ryby.
Ssaki to zagrożone wyginięciem (EN) ocelot andyjski i czepiak czarnolicy, narażone na wyginięcie (VU) andoniedźwiedź okularowy, ocelot tygrysi, huemal peruwiański, pekari białobrody i mazama lilipucia, a także m.in.: puma płowa, ocelot pampasowy, oposik andyjski, oposulek górski, pakarana Branickiego i aguti środkowoamerykański.
Ptaki to krytycznie zagrożony wyginięciem (CR) trzęsiogon grubodzioby, zagrożone wyginięciem (EN) andowik, urubitinga czubata i czuprynek peruwiański, narażony na wyginięcie (VU) bławatowiec boliwijski, a także m.in.: skalikurek andyjski, tłuszczak, penelopa andyjska, grdacz płomienny, andotyran rdzawobrzuchy, koszykarz złotobrody, kusaczka rudolica, Schizoeaca harterti, iskrzyk czarnogłowy, mrówiaczek boliwijski, smukłodziobek boliwijski.
Gady to m.in.: amejwa pospolita i Liolaemus signifer, a płazy to krytycznie zagrożony wyginięciem (CR) Telmatobius bolivianus, narażony na wyginięcie (VU) Telmatobius marmoratus i Microkayla wettsteini, a także m.in.: Phyllomedusa boliviana, Oreobates sanderi, Hyalinobatrachium bergeri i Hypsiboas pulchellus.